# بتوقيت الشام
بتوقيت الشام (بالفارسية: به وقت شام) هو فيلم درامي من إنتاج عام 2018 للمخرج الإيراني إبراهيم حاتمي كيا. تدور أحداث الفيلم حول شحنة مساعدات إنسانية ترسلها إيران إلى دمشق عبر طائرة تتعرض للاحتجاز من قبل مجموعات إرهابية، متمثلة في تنظيم داعش. تم عرض الفيلم لأول مرة في الدورة السادسة والثلاثين من مهرجان الفجر السينمائي الدولي في إيران في فبراير 2018 وفاز بثلاث جوائز «عنقاء بلورية» لأفضل إخراج وكذلك جائزة أفضل موسيقى وأفضل تركيب للأصوات في المهرجان. كما تمّ عرض الفيلم في سوق الأفلام لمهرجان برلين السينمائي الدولي في فبراير 2018. حظي الفيلم متابعة مميزة من قبل شخصيات سياسية واجتماعية مهمة كوزير الخارجية الإيراني محمد جواد ظريف وقائد فيلق القدس اللواء قاسم سليماني.
الفيلم من إنتاج «منظمة أوج للفنون والإعلام» والتي صدر عنها فيلم بودي جارد قبل عامين.
يشار إلى أن الفيلم تمّ تصويره في مناطق من سوريا و«مدينة الدفاع المقدس» السينمائية بطهران وشيراز.

## قصة
تدور أحداث الفيلم حول طيار إيراني وابنه كطرف مساعد في مهمة طائرة إيرانية تحمل شحنة من إمدادات الإغاثة الإنسانية إلى الناس في مناطق الحرب في سوريا وتحاول الهبوط في مطار دمشق لكنّه يتم الاستيلاء على الطائرة من قبل قوات داعش.

## بطولة
الفيلم من بطولة بابك حميديان وهادي حجازي فر وعدد من الممثلين الایرانیین والسوريين واللبنانيين مثل بيير داغر وخالد السيد وجوزيف سلامة ورامي عطا الله والليث المفتي.
شارك في هذا الفیلم عدد آخر من الممثلین الایرانیین الذین یجیدون اللغة العربیة مثل رزاق رادان، منصورنواصری، عبد الرضا نصاري ومهدي فتحي.

## إنتاج
بدأ تصوير الفيلم مع استثمار «منظمة أوج للفنون والإعلام» - وهي مؤسسة مقرها طهران وتنتج أعمال ثورية في الفن والسينما - في موقع أحد المطارات العسكرية في طهران. ثم في العديد من المواقع، بما في ذلك «مدينة الدفاع المقدس» السينمائية بطهران وقاعدة شيراز الجوية وأصفهان وقرى شهريار المحيطة ومناطق من مدينة دمشق في سوريا وانتهی التصوير في 20 سبتمبر 2017.

## يلقي
- بابك حميديان في دور علي
- هادي حجازي فر في دور يونس
- بير داغر في دور بلال
- خالد السيد في دور الشيخ سعدي
- جوزيف سلامة في دور الشيشاني
- رامي عطا الله في دور طلحة
- ليث المفتي في دور أبو خالد
- نداء أبو فرحات في دور ماريا
- سينثيا كرم في دور أم سلمى
- كارمن باسايباد في دور هبة
- محمد علي صقر في دور باسم
- سامر خليلي في دور جابر
- محمد شعبان في دور ماهر
- لاله مرزبان في دور ليلى

## جوائز
ترشح فيلم بتوقيت الشام لثماني جوائز «عنقاء بلورية» في مهرجان الفجر السينمائي الدولي من ضمنها جائزة أفضل أفلام وأفضل مظاهر بصرية وأفضل إخراج وفاز منها بثلاثة جوائز لأفضل إخراج لإبراهيم حاتمي كيا وكذلك جائزة أفضل تركيب للأصوات لعلي رضا علويان وأفضل موسيقى لكارن همايون فر.

## روابط خارجية
- بتوقيت الشام على موقع IMDb (الإنجليزية)
- بتوقيت الشام على موقع فيلمافينيتي (الإسبانية)
- بتوقيت الشام على موقع قاعدة بيانات الفيلم (الإنجليزية)
- بتوقيت الشام على موقع ليتربوكسد (الإنجليزية)
- بتوقيت الشام على موقع كينوبويسك (الروسية)